# 天山蓍
天山蓍（学名：Handelia trichophylla）为菊科天山蓍属的植物，是该属的唯一种。分布在俄罗斯以及中国大陆的新疆等地，生长于海拔1,000米的地区，多生长在干旱河谷，目前尚未由人工引种栽培。